# Ардашир III
Ардашир III или Артаксеркс, син Кавада II, је био непунолетни сасанидски шах, који је убијен само пар дана након очеве смрти. Он је уједно и последњи мушки представник династије Сасанида. Након његове смрти на престолу су се смењивали једни за другим у кратком временском периоди разноразни претеденти оба пола и сумњивог порекла.

## Име
Ардашир је средњоперсијски облик староперсијског Ртакшира (који се такође пише Артакшаца, што значи „чија владавина је кроз истину“). Латинска варијанта имена је Artaxerxes. Познато је да три краља Ахеменидског царства имају исто име. На грчком је такође забележен као Адесер (грчки: Αδεσηρ; Теофан Исповедник) и Артакс (грчки: Αρταξης).

## Владавина
Ардашир је био син краља Кавада II (р. 628) и Анзоја, принцезе из Византијског царства, што је учинило Ардашира мање популарним међу Иранцима, који су недавно били у дугом и разорном рату против Византинаца. Године 628. разорна куга се проширила западним Ираном, која је однела животе половине становништва, укључујући и самог Кавада II.